# Аметистиум
„Аметистиум“ (Amethystium) е електронна и неокласическа музикална група в Тронхайм, Норвегия.
Негов ръководител е норвежецът Ойстейн Рамфиорд.
Началото е поставено от Рамфиорд, който пуска демо запис в края на 1999 година по независим път. Информацията за това се предава от уста на уста и проектът добива известност, постигайки договор с лейбъла „Нюродиск Рекърдс“, подразделение на Ий Ем Ай / Кепитъл Рекърдс.
През 2006 г. издават компилационен диск, озаглавен Emblem (Selected Pieces). Към юни 2008 г. имат 4 пълни албума.